# 大根占台地

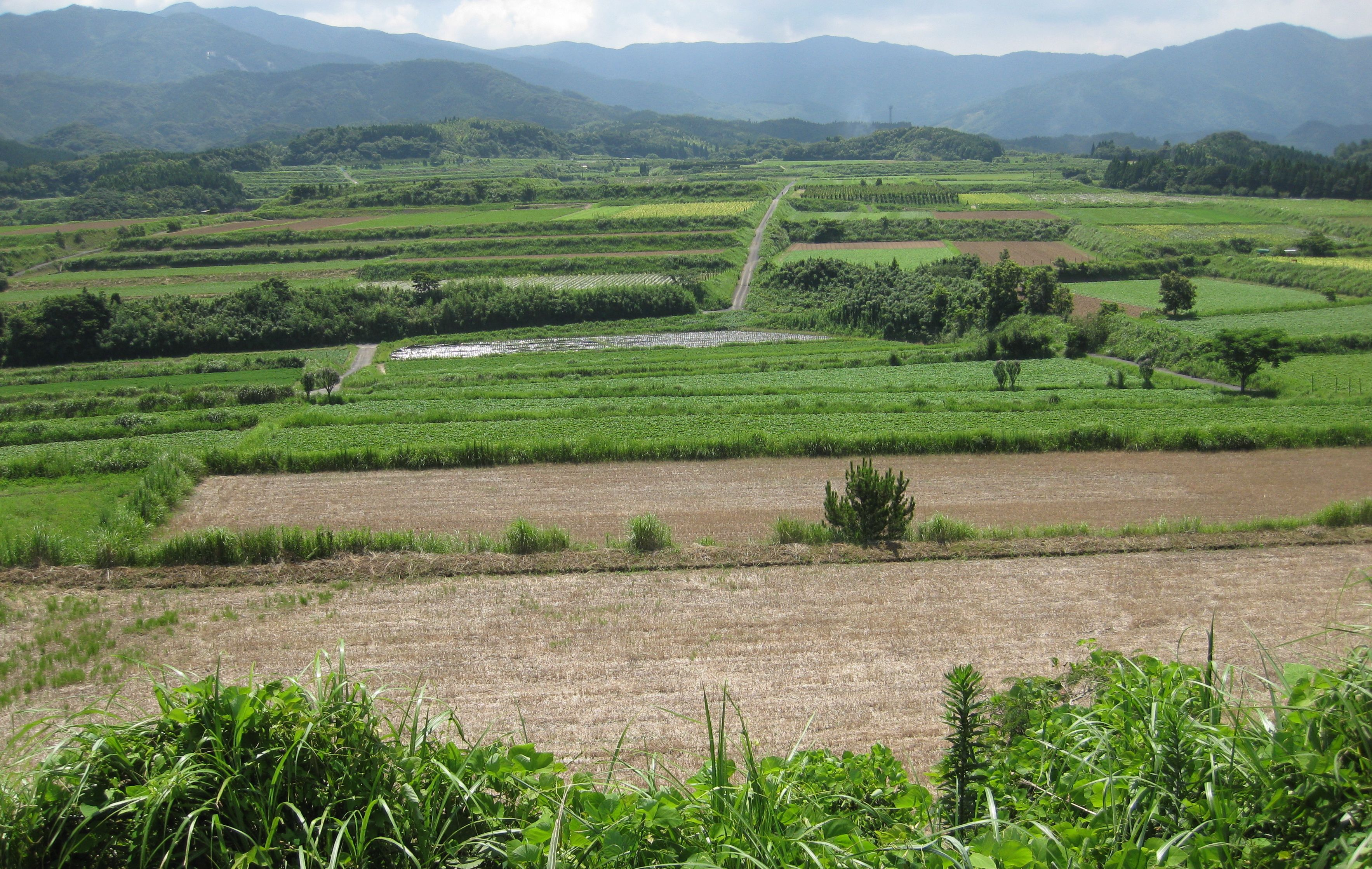
錦江町城元段付近

大根占台地（おおねじめだいち）は、九州南部の大隅半島西部にある台地である。鹿児島県錦江町と南大隅町にまたがる。標高はおおむね150メートルで起伏がある。11万年前に阿多カルデラから噴出した阿多火砕流が肝属山地にさえぎられて厚く堆積して固化した溶結凝灰岩の上に、厚さ10メートル前後の火山灰が降り積もってできたシラス台地である。
台地を横切る神ノ川と雄川が深い谷を形成している。火山灰層は水はけが良いため台地上の水源は乏しいが、溶結凝灰岩や安山岩および日南層群と呼ばれる堆積岩の上に地下水が蓄えられており、比較的浅い井戸を掘ることによって水を得ることができる。

## 開発史
江戸時代末期から明治にかけて薩摩半島から多くの入植者があった。昭和初期においてニッキと呼ばれる粘土層に沿った横掘り井戸が多数掘削され利用されるようになった。1994年（平成6年）から畑地灌漑事業が始められている。